# Amado Nervo International Airport
Amado Nervo International Airport är en flygplats i Mexiko.   Den ligger i kommunen Tepic och delstaten Nayarit, i den centrala delen av landet, 600 km väster om huvudstaden Mexico City. Amado Nervo International Airport ligger 920 meter över havet.
Terrängen runt Amado Nervo International Airport är varierad. Runt Amado Nervo International Airport är det ganska glesbefolkat, med 50 invånare per kvadratkilometer. Närmaste större samhälle är Tepic, 11,4 km nordväst om Amado Nervo International Airport. I omgivningarna runt Amado Nervo International Airport växer huvudsakligen savannskog.